# Laskowa (Witoszyce)
Laskowa – przysiółek wsi Witoszyce w Polsce, położony w województwie dolnośląskim, w powiecie górowskim, w gminie Góra.
W latach 1975–1998 przysiółek należał administracyjnie do województwa leszczyńskiego.